# Nel Benschop

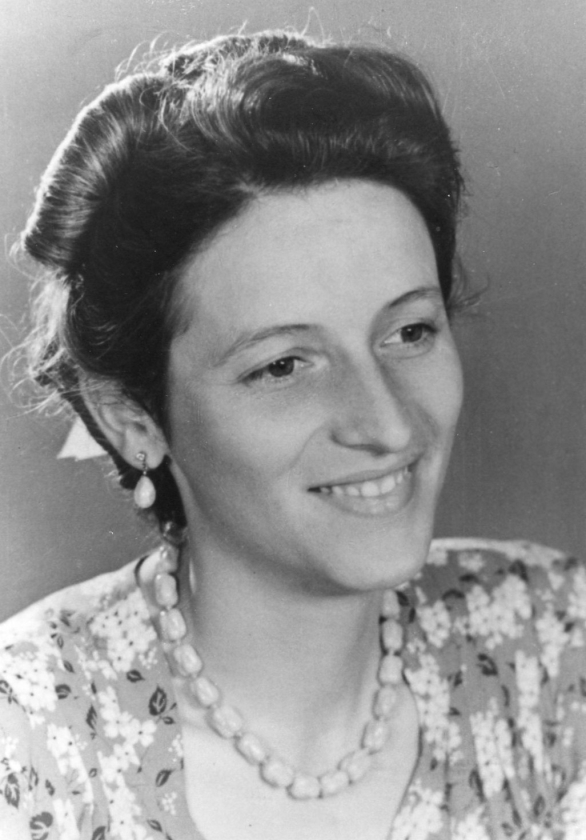
Foto von Nel Benschop (circa späte 1940er Jahre)

Nel Benschop (eigentlich Nelly Anna Benschop; * 16. Januar 1918 in Den Haag; † 31. Januar 2005 in Arnheim) war eine niederländische Dichterin.

## Leben

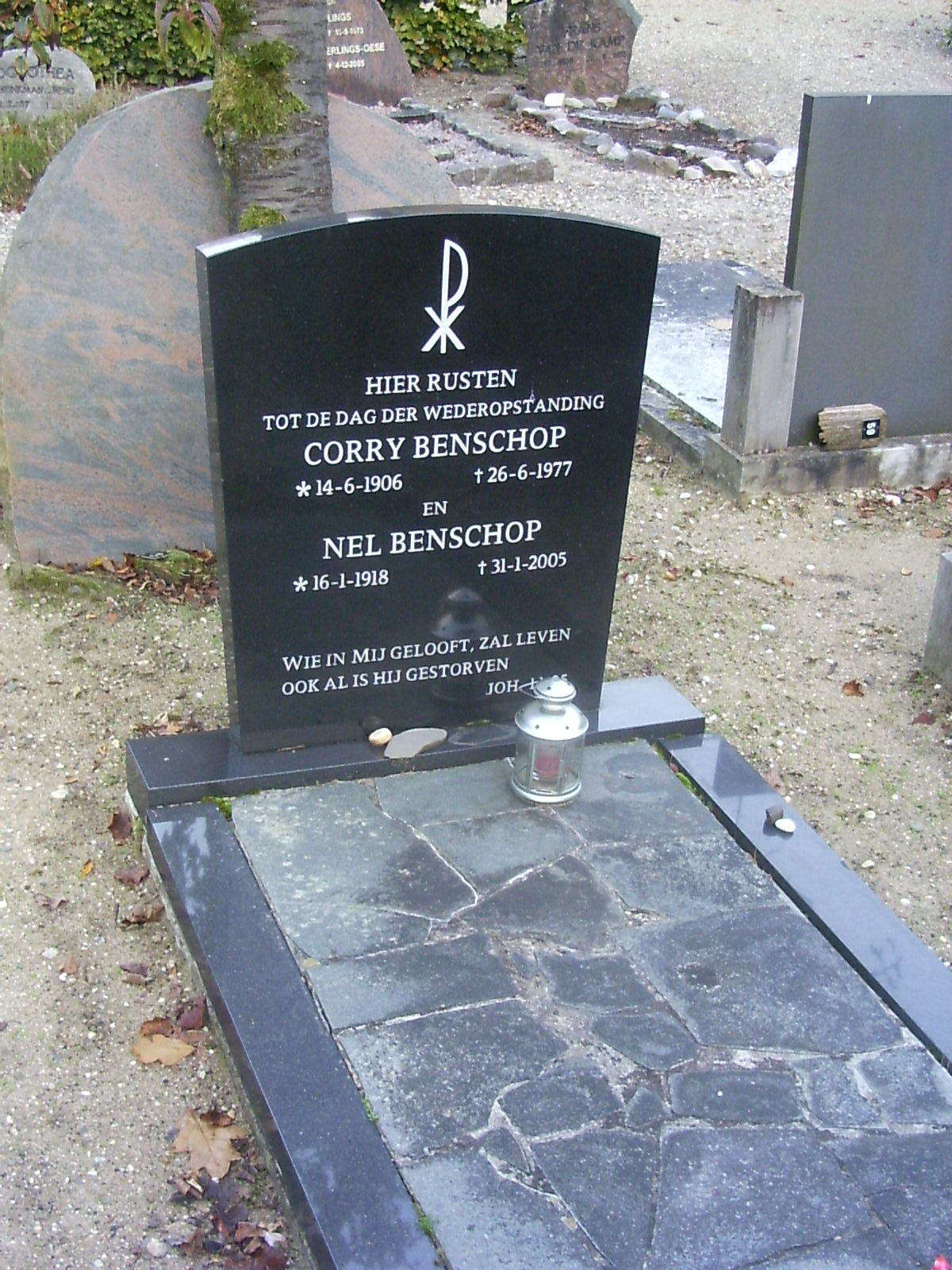
Grabstein

Nel Benschop wuchs in einer orthodox calvinistischen Familie auf, die eine Baumschule hatte. Von 1937, als sie die "kweekschool", die Schule für Grundschullehrer, absolviert hatte, bis 1981, als sie in Rente ging, war sie Lehrerin, zeitweise an Privatschulen.
Zweimal hatte sie sich in einen Mann verliebt, der sich als bereits verheiratet herausstellte. Da nach ihrer Glaubensüberzeugung eine solche Beziehung eine Sünde gegen die Zehn Gebote war (Du sollst nicht ehebrechen), brach sie diese Kontakte ab, ohne dass sie einen intimen Charakter bekommen konnten. Das brachte Nel Benschop viel Liebeskummer, den sie durch das Gebet und das Schreiben von Gedichten bewältigte.
Später versuchte sie erfolgreich, auf der Grundlage ihres tiefen Glaubens, kleine Gedichte zu schreiben zur Stärkung und Tröstung anderer Menschen.
Immer wiederkehrende Themen dabei sind das Leiden, der Tod und der Trost des christlichen Evangeliums.

## Werke
Nel Benschops Poesie hat keinen literarischen Wert; sie hatte auch nicht die Absicht, Literatur zu schreiben. Ihre Gedichte nannte Benschop selbst: "Meditationen auf Reim". Ihre Gedichte werden oft von vor allem  älteren Leuten aus protestantisch-christlichen Kreisen gelesen, und auch in Gottesdiensten und bei Beerdigungen vorgetragen.
Ihre bekanntesten Werke sind:
- Gouddraad uit vlas (Goldfaden aus Flachs) (1967)
- De stem uit de wolk (Die Stimme aus der Wolke) (1997)

## Ein Zitat aus "Gouddraad uit vlas"
Rust nu maar uit - je hebt je strijd gestreden;

je hebt het als een moedig man gedaan.

Wie kan begrijpen, wat je hebt geleden?

En wie kan voelen, wat je hebt doorstaan?

Übersetzung:
Ruhe du nur aus - du hast deinen Kampf bestritten;

du hast es wie ein mutiger Mann getan.

Wer kann verstehen, was du hast gelitten?

Und wer kann nachempfinden, was du durchstanden hast?
Diese Zeilen waren lange Zeit, bis etwa 1990, äußerst beliebt als Anfang niederländischer Trauerannoncen in Zeitungen. In tausenden Grabsteinen wurde vor allem die erste Zeile eingemeißelt.
| Personendaten    | Personendaten                             |
| ---------------- | ----------------------------------------- |
| NAME             | Benschop, Nel                             |
| ALTERNATIVNAMEN  | Benschop, Nelly Anna (vollständiger Name) |
| KURZBESCHREIBUNG | niederländische Dichterin                 |
| GEBURTSDATUM     | 16. Januar 1918                           |
| GEBURTSORT       | Den Haag                                  |
| STERBEDATUM      | 31. Januar 2005                           |
| STERBEORT        | Arnheim                                   |